# Șerban Marin

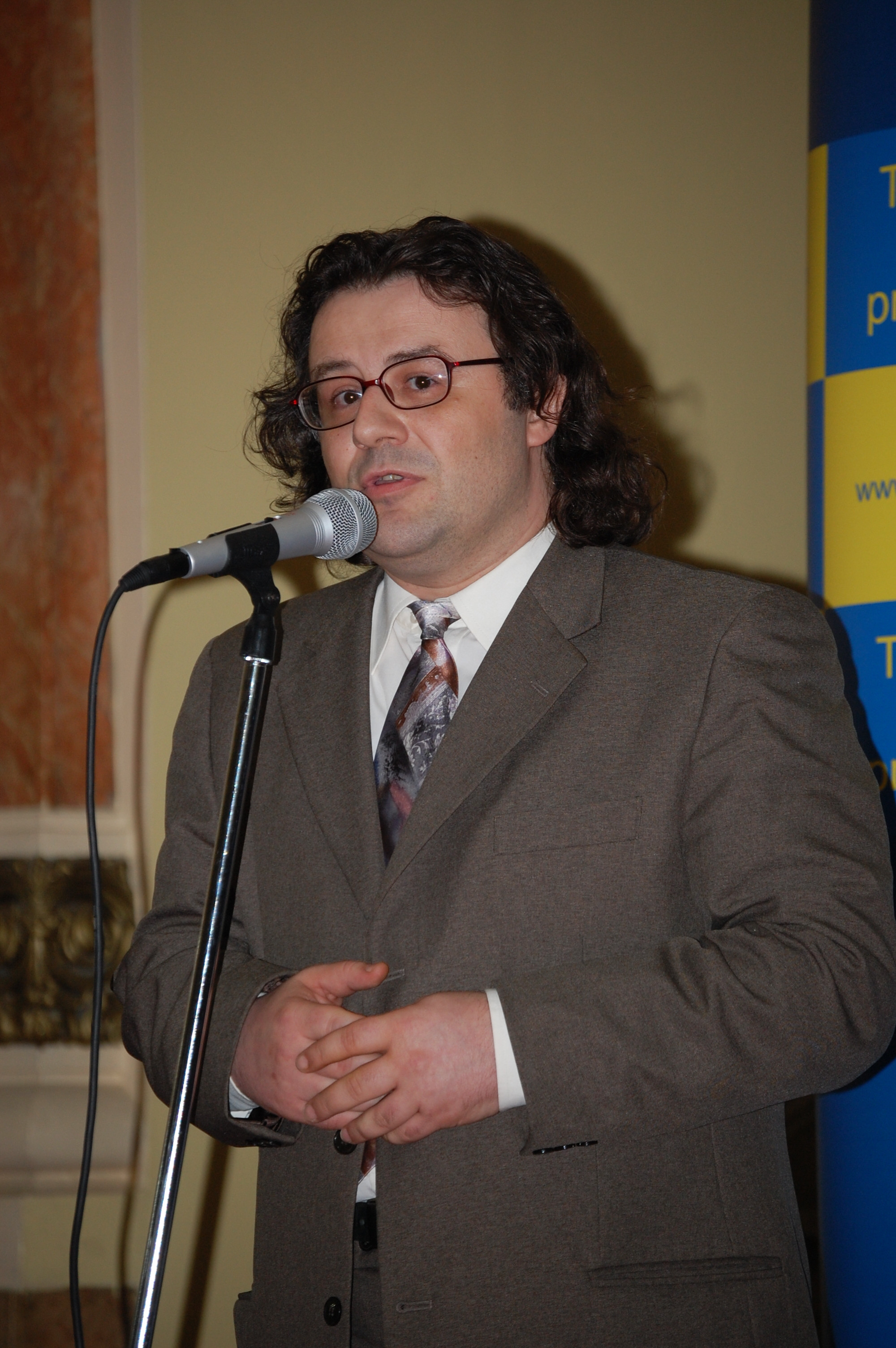
Șerban Marin im Jahr 2008

Șerban V. Marin (* 23. Oktober 1968 in Bukarest) ist ein rumänischer Mediävist.
Marin schloss 1995 sein Studium an der Universität Bukarest ab, wobei er bereits 1992 einen Beitrag zum Standardwerk zur venezianischen Geschichte, der Storia di Venezia dalle origini alla caduta della Serenissima lieferte. Von 1997 bis 1998 war er Stipendiat an der Central European University, die zu dieser Zeit noch in Budapest angesiedelt war. 1999 bis 2000 erhielt er ein Forschungsstipendium am Istituto Romeno di Cultura e Ricerca Umanistica in Venedig. Dort arbeitete er vor allem an den venezianischen Chroniken der Biblioteca Nazionale Marciana, zu deren komplexen Zusammenhängen er eine lange Reihe von Aufsätzen publizierte. Seit Januar 2008 leitet er das Biroului Documentare, Publicații și Activități Științifice (Abteilung für Dokumentation, Publikation und Wissenschaftliche Aktivitäten) des rumänischen Nationalarchivs. Darüber hinaus war er Chefredakteur des Fachblatts Revista Arhivelor. Archives Review, von denen er 16 Ausgaben koordinierte. Darüber hinaus ist er Mitherausgeber der Zeitschrift des Nationalmuseums, der Muzeul Național.
Marin befasste sich zunächst mit der Geschichte Venedigs bis 1261, der venezianischen Geschichtsschreibung (bis ins 16. Jahrhundert) sowie den venezianisch-byzantinischen Beziehungen und der Geschichte des Vierten Kreuzzugs.
Mit seiner Dissertation (Cronistica venețiană și mitologia politică a Cetății din lagune în Evul Mediu. Mitul originilor) mit dem sinngemäß übersetzten Titel Venezianische Chroniken und die politische Mythologie der Lagunenstadt im Mittelalter. Der Mythos der Ursprünge erwarb er sich als derzeit bester Kenner der venezianischen Chronistik Verdienste.
2022 erhielt er den Marian-Papahagi-Preis (im Gedenken an Marian Papahagi (1948–1999), rumänischer Italianist) für die Förderung der italienischen Kultur in Rumänien. Dieser Preis wird vom italienischen Kulturinstitut in Bukarest und dem italienischen Kulturzentrum in Klausenburg in Zusammenarbeit mit der Babeș-Bolyai-Universität daselbst unter der Schirmherrschaft der italienischen Botschaft in Rumänien gestiftet. Es war der Einfluss Papahagis, der Marin veranlasste, seit 1999 seinen Fokus auf Venedigs mittelalterliche Geschichte zu legen. 

## Werke (Auswahl)
- Insegne del potere e titoli ducali, in: Lellia Cracco Ruggini, Massimiliano Pavan, Giorgio Cracco, Gherardo Ortalli (Hrsg.): Storia di Venezia dalle origini alla caduta della Serenissima, Bd. I: Origini–Età ducale, Rom 1992, S. 828–846. (online)
- Venice and translatio imperii. The Relevance of the 1171 Event in the Venetian Chronicles’ Tradition, in: Annuario 3 (2001) 45–103.
- Giustiniano Partecipazio and the Representation of the First Venetian Embassy to Constantinople in the Chronicles of the Serenissima, in: Historical Yearbook 2 (2005) 75–92. (academia.edu)
- Gian Giacomo Caroldo. Istorii Veneţiene, Bd. I: De la originile Cetăţii la moartea dogelui Giacopo Tiepolo (1249), Arhivele Naţionale ale României, Bukarest 2008 (Edition). (academia.edu)
- Caroldo's Byzantine Emperors before the Fourth Crusade: Giovanni Giacomo Caroldo's Text about Byzantine Emperors (academia.edu)
- Boniface of Montferrat in the Venetian Chronicles, in: Roberto Maestri (Hrsg.): Atti del Convegno Internazionale, Acqui Terme, 8 settembre 2007, 2009, S. 34–57. (academia.edu)
- Însemnări din jurnalul veneţianului Marino Sanudo referitoare la ultimii ani de domnie ai lui Ştefan cel Mare. Ambasadele Moldovei la Veneţia. Notes from the Diary of the Venetian Marino Sanudo regarding the Last Years of Stephen the Great’s reign. The Moldavian Embassies to Venice, in: Archiva Moldaviae 1 (2009) 79–91.
- A Chanson de Geste in the 13th Century Vencice: The Chronicle written by Martino da Canal, in: Medieval and Early Modern Studies for Central and Eastern Europe 2 (2010) 71–121. (academia.edu)
- Moldavia and Wallachia in Marino Sanudo’s Diaries (I: 1496–1500), in: Revista Arhivelor 2 (2010) 158–178.
- Some considerations regarding Historia Ducum Veneticorum (13th Century), in: Transylvanian Review 19 (2010) 9–28. (Digitalisat auf academia.edu)
- A Double Pathfinder’s Condition: Andrea Dandolo and His Chronicles, in: Annuario. Istituto Romeno di Cultura e Ricerca Umanistica 12–13 (2010–2011) 41–122. (academia.edu)
- Considerations regarding the Place of Chronicon Altinate in the Venetian Historical Writing, in: Revue des Études Sud-est Européennes 51 (2013) 83–103.
- The Venetian Chronicles and an Episode of the Venetian Expansionism in Romania. The Capture of Modon and Coron, Venedig 2014. (academia.edu)
- The Portrait of a ‛Bad Guy’. Alexius Doukas Murtzuphlos in the Venetian Chronicles, in: Études byzantines et post-byzantines 7 (2016) 25–60. (academia.edu)
- One Chronicler of More? Considerations regarding the Chronicle(s) ascribed to Giovanni Diacono, in: Revista Arhivelor 95 (2018) 23–64 (demnach stammt der Teil der Istoria Veneticorum des Johannes Diaconus, der die Zeit vor 764 darstellt, von einem Verfasser des 13. Jahrhunderts). (academia.edu)
- Between Authorship and Anonymity: The Case of the Venetian Chronicles, in: Erik S. Kooper, Sjoerd Levelt (Hrsg.): The medieval chronicle 13, Leiden u. a. 2020, S. 149–181.
- Considerations regarding Antonio Morosini’s Chronicle, in: Revista Arhivelor. Archives Review 97 (2020) 100–120. (academia.edu)
- Alexios I Komnenos’s military strategy against the Normans, according to the Venetian chronicles, in: Georgios Theotokis, Marek Meško: War in Eleventh-Century Byzantium, Routledge, 2020, Chapter 9.
- The Venetians and the Siege of Tyre in 1124. A Psychological Warfare? Online conference, December 2023 (bester Überblick über die 276 Chroniken, die sich mit dem Kreuzzug befassen) (academia.edu)
- The Place of the World Chronicle in the Venetian Manuscript Tradition. Online conference, University of Siegen, June 2024, Siegen 2024 ([Darstellungen der Kreuzzüge in den venezianischen Weltgeschichts-Manuskripten]). (academia.edu)